# الجوارب ذات الرائحة الكريهة
الجوارب ذات الرائحة الكريهة هي الجوارب التي اكتسبت رائحة كريهة نتيجة ارتدائها لفترة طويلة على القدمين. هذه الرائحة، تكون من مزيج من الأمونيا، والأحماض الدهنية (خصوصًا حمض الإيزوفاليريك)، وحمض اللاكتيك.
تُعد الجوارب ذات الرائحة الكريهة جاذبًا قويًا لبعض الحيوانات، بما في ذلك الكلاب والبعوض. وقد أثبتت فائدتها في التحكم في سلوك هذه الحيوانات.
ورغم أن رائحة الجوارب الكريهة تُرتبط غالبًا بالقدمين، إلا أنها قد تنشأ دون أي اتصال بالأقدام البشرية في عدد من المواد الغذائية، مثل منتجات الألبان، والجبن، والنقانق، وصلصة السمك، كما أنها موجودة طبيعيًا في عدة نباتات.
```
وقد لوحظت هذه الرائحة أيضًا في أنظمة تكييف الهواء في المباني والسيارات، حيث يُشار إليها بـ"رائحة جوارب الرياضيين" أو "متلازمة الجوارب القذرة".
```

تم تطوير عدة تقنيات لدمج مواد في أقمشة الجوارب تساعد على تقليل أو إزالة هذه الرائحة القوية.

## تلوث الهواء
الرائحة الكريهة تنتج عادةً عن نشاط بكتيري على العرق المتراكم نتيجة ارتداء أحذية مغلقة. وقد ظهرت هذه المشكلة أيضًا بين مستخدمي الأطراف الصناعية.
قد تكون الجوارب ذات الرائحة مصدرًا لتلوث الهواء في الطائرات والمنازل. وغالبًا ما تُستخدم رائحتها المميزة كمرجع.
في مقال نُشر في عام 1996 بمجلة "Popular Mechanics"، وُصفت شكاوى "رائحة جوارب الرياضيين" بأنها من أكثر الاستفسارات التي تتلقاها المجلة فيما يتعلق بأنظمة تكييف السيارات، وقد نُسبت هذه الرائحة إلى نمو الفطريات داخل السيارة.
```
ويُستخدم مصطلح "متلازمة الجوارب القذرة" لوصف الروائح الكريهة التي تنشأ في أنظمة التدفئة والتبريد في المباني، وقد لوحظ أن مضخات الحرارة عالية الكفاءة في جنوب شرق الولايات المتحدة تكون مصدرًا شائعًا لهذه
```

## الحلول
تم تطوير عدة تقنيات لمعالجة المشكلة من خلال تعديل تركيبة أقمشة الجوارب. في فبراير 1997، نشرت صحيفة The Daily Mirror تقريرًا عن اختراع نسيج جديد من قِبل علماء بريطانيين للقضاء على رائحة الجوارب الكريهة.
يمكن معالجة الجوارب بمواد مطهرة مثل جزيئات الفضة النانوية لمنع الروائح الكريهة. وقد أصدرت أكاديمية القوات الجوية الأمريكية في عام 2009 طلبًا للمورّدين يشترط أن تحتوي الجوارب على تقنية خيوط فضية مضادة للميكروبات.
لكن هذه التقنية واجهت بعض الاعتراضات؛ فقد أظهرت دراسة أجراها باحثون في جامعة ولاية أريزونا أن جزيئات الفضة قد تنفصل أثناء غسل الجوارب، مما يُثير مخاوف بيئية.
وفي عام 2000، أعلنت جامعة كاليفورنيا عن شراكة مع شركات خاصة لتطوير جوارب تحتوي على مركبات الهالامين، وهي شكل مستقر نسبيًا من الكلور، لتقليل الروائح.
وفي عام 2005، اقترحت شركة Dow Corning دمج ألكوكسيسيلانات كإجراء وقائي.
وفي عام 2011، أبلغ الباحثون عن تقنية لمنع تطور الجراثيم المسببة للرائحة في الجوارب والملابس الأخرى بشكل دائم. وقد أفاد فريق بقيادة جيسون لوكلي من جامعة جورجيا في مجلة Applied Materials and Interfaces التابعة للجمعية الكيميائية الأمريكية أن معالجة "الجوارب الكريهة" بمضادات الميكروبات قد توفر "حماية منخفضة التكلفة للمرافق الصحية مثل المستشفيات".

## الشهوة الجنسية
يشعر بعض الأشخاص بالإثارة الجنسية من شم الجوارب البالية كنوع من الشهوة الجنسية. وهو أحد أكثر أشكال شهوة الشم شيوعًا. في دراسة أجريت عام 1994، وُجد أن 45% من الأشخاص الذين لديهم شهوة للقدمين يشعرون بالإثارة من الجوارب ذات الرائحة الكريهة قد لا يشعر من يشعرون بالإثارة من شم الجوارب إلا بنوع معين من الجوارب، أو تلك التي يرتديها شخص معين أو نوع معين من الأشخاص، أو في مواقف محددة، مثل الخضوع للهيمنة أو التوجيه لشم الجوارب.

## الثقاقة الشعبية
تُفضل الجوارب ذات الرائحة الكريهة لاستخدامها كعنصر في صنع التعاويذ خاصة في سحر الفودو أو السحر ذي الأصل الأفريقي. ويمكن ارتداؤها حول الرقبة كعلاج لنزلات البرد.